# Proxima Centauri b
Proxima Centauri b (kurz auch Proxima b) ist der nach aktuellem Forschungsstand erdnächste erwiesene Exoplanet. Er umkreist den etwa 4,2 Lichtjahre von der Erde entfernten Stern Proxima Centauri innerhalb dessen habitabler Zone und wurde im August 2016 mit der Radialgeschwindigkeitsmethode nachgewiesen. Auf ihm könnte flüssiges Wasser existieren, eine wichtige Voraussetzung für erdähnliches Leben.
Die Entdeckung ist zum einen wegen der relativen Nähe des Exoplaneten bedeutend, die weitere Untersuchungen erleichtert. Außerdem hat Proxima Centauri b einen Earth Similarity Index von 0,87 und war damit zum Zeitpunkt seiner Entdeckung Spitzenreiter unter den potentiell bewohnbaren Exoplaneten. Schließlich ist die Entdeckung auch deshalb bedeutend, weil sein Stern Proxima Centauri zur häufigsten Sternart in der Milchstraße gehört. Geschätzte 70 bis 80 Prozent aller Sterne in der Milchstraße sind Rote Zwerge.

## Eigenschaften
Anfangs ging man davon aus, dass die Masse von Proxima Centauri b mindestens 1,27 Erdmassen beträgt, abhängig von der bis 2020 unbekannten Bahnneigung hätte die Masse auch größer sein können, wobei er mit 90 % Wahrscheinlichkeit eine Masse von unter 3 Erdmassen hätte. Neue Messungen durch den Spektrografen ESPRESSO am Very Large Telescope haben eine Masse von nur 1,17 Erdmassen ergeben; Proxima Centauri b gehört aufgrund seiner Masse damit wahrscheinlich zu den erdähnlichen (Exo-)Planeten.
Der von ihm umrundete Stern Proxima Centauri ist ein Roter Zwerg im Sternbild Centaurus. Er ist mit 4,247 Lichtjahren Entfernung zur Sonne der nächstgelegene Stern.
Proxima Centauri b hat vermutlich eine gebundene Rotation. In diesem Fall ist anzunehmen, dass seine lichtbeschienene Hemisphäre deutlich heißer als die vom Stern abgewandte Seite ist. Die aus der Leuchtstärke des Sterns, der Entfernung und einer angenommenen Albedo von 0 berechnete Gleichgewichtstemperatur des Planeten beträgt 234 Kelvin (−39 °C), die Oberflächentemperatur kann aber aufgrund des Treibhauseffekts höher sein, falls der Planet eine Atmosphäre besitzt.
Nach Simulationen, die im Mai 2017 veröffentlicht wurden, ist je nach den tatsächlichen genauen Bahnparametern und der tatsächlichen Atmosphärenzusammensetzung flüssiges Wasser auf der Oberfläche möglich.

## Entdeckung

Die Abbildung zeigt Änderungen der Geschwindigkeit des Sterns Proxima Centauri von der Erde weg bzw. auf sie zu ab dem 1. Januar 2016. Das regelmäßige Muster der sich verändernden Radialgeschwindigkeiten (rot und senkrechte Achse) wiederholt sich mit einer Periode von 11,2 Tagen – der Umlaufzeit des Planeten, der damit indirekt angezeigt wird (blaue Linie).

Die ersten Hinweise auf den Exoplaneten wurden 2013 von Mikko Tuomi durch Auswertung archivierter Beobachtungsdaten gefunden. Um diese Entdeckung zu bestätigen, wurde von der Europäischen Südsternwarte ESO unter Leitung von Guillem Anglada-Escudé im Januar 2016 ein Projekt mit dem Namen Pale Red Dot (eine Anspielung auf Pale Blue Dot) gestartet. Es fand Proxima Centauri b schließlich mit Hilfe der Radialgeschwindigkeitsmethode.
Die Messungen wurden in Chile mit dem Spektrographen HARPS am La-Silla-Observatorium und dem UVES-Spektrographen des VLT am Paranal-Observatorium durchgeführt. Die Entdeckung des Exoplaneten wurde am 24. August 2016 vom Forscherteam der Londoner Queen Mary University in der Fachzeitschrift Nature veröffentlicht. Das Nachrichtenmagazin Der Spiegel berichtete bereits am 12. August 2016 über die (vermutete) Entdeckung.

## Proxima Centauri b und sein Mutterstern

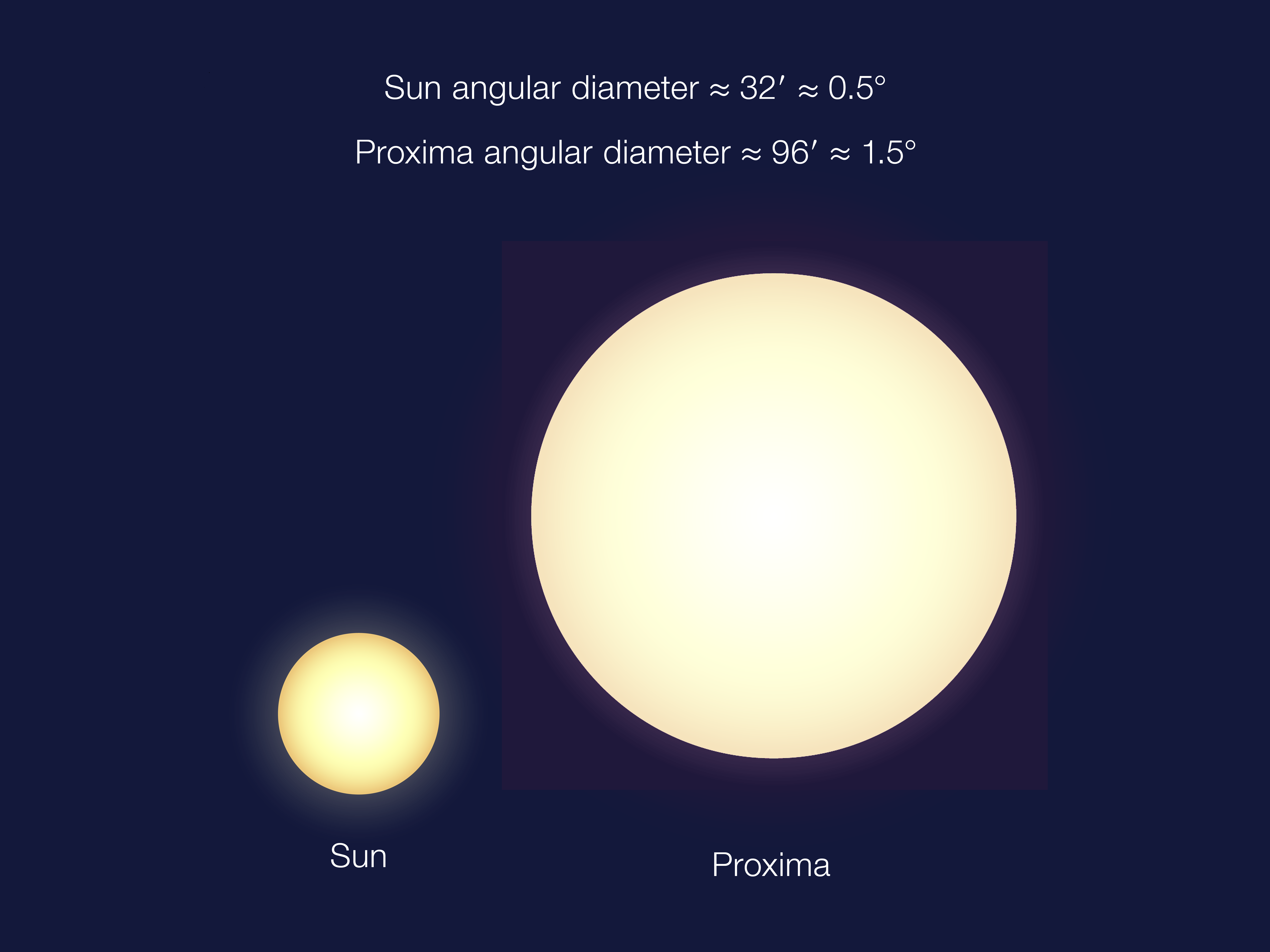
Vergleich der scheinbaren Größe und der Farbe der Sonne von der Erde aus gesehen (links) und Proxima Centauri, bei erdgleicher Atmosphäre von Proxima Centauri b aus gesehen (rechts)

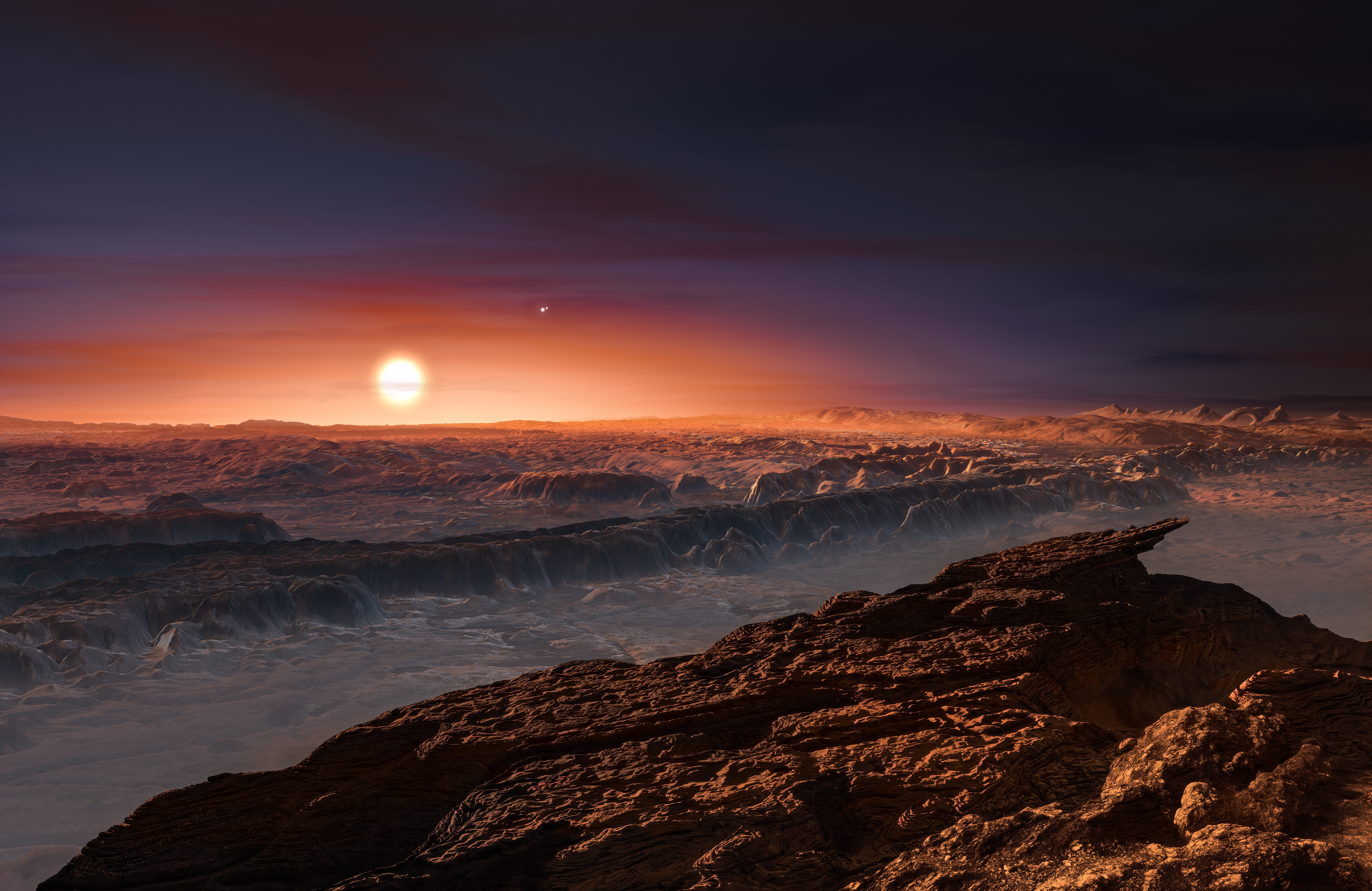
Künstlerische Darstellung von Proxima Centauri b mit Blick auf Proxima Centauri und das Doppelsternsystem Alpha Centauri

Von seinem Planeten aus gesehen erscheint der Mutterstern Proxima Centauri deutlich größer als die Sonne von der Erde aus. Proxima Centauri ist zwar deutlich kleiner als diese, aber dem Planeten wesentlich näher. Der scheinbare Durchmesser des Zentralgestirns beträgt etwa 1,5°, etwa das Dreifache der scheinbaren Größe der Sonne.
Der Begriff „Roter Zwerg“ darf nicht wörtlich verstanden werden. Proxima Centauri ist zwar weniger heiß als die Sonne, trotzdem erscheint sein Licht weiß und nicht rötlich, da es einer Temperatur der Photosphäre von 3040 K entspringt.

## Spekulative Modelle zur Oberflächentemperatur
Da vom Planeten nur seine Mindestmasse, die Umlaufdauer und die Entfernung zum Mutterstern bekannt sind, kann man über die chemischen und physikalischen Verhältnisse auf seiner Oberfläche derzeit kaum Aussagen treffen. Simulationen wie die in den folgenden beiden Videos zeigen mögliche Szenarien für die Temperaturverteilung, einmal bei einer 3:2-Bahnresonanz und einmal bei gebundener Rotation.
Die Simulationen gehen von einer erdähnlichen Atmosphäre und einer Wasseroberfläche aus. Die Strichlinie beschreibt den Übergang von Eis zu flüssigem Wasser.
- 3:2-Resonanz
- Gebundene Rotation

## Anmerkung
1. ↑  Ist {\displaystyle \alpha } der Winkel zwischen dem Normalenvektor der Bahnebene und der Beobachtungsrichtung Erde – Proxima Centauri, so beträgt die wahre Masse {\displaystyle 1{,}27m_{\text{Erde}}/\sin(\alpha )}.